# Spectrobes
Spectrobes (化石超進化　スペクトロブス, Kaseki Chōshinka Supekutorobusu?, Fossil Super-Evolution Spectrobes), desenvolvido pela empresa Jupiter de jogos com base em Kyoto, é um jogo de vídeo game publicado pela Disney Interactive Studios com exclusividade para o Nintendo DS. O jogador deve colecionar e treinar criaturas nomeadas Spectrobes, criaturas feitas de luz, para lutar contra os inimigos dos Spectrobes, chamados de espécie do mal Krawl, criaturas vindas da escuridão. Jupiter, é também conhecida por ter desenvolvido o jogo Kingdom Hearts: Chain of Memories para o Game Boy Advance.
A Disney Interactive Studios divulgou que Spectrobes é a primeira propriedade intelectual original, pois é um jogo que não toma base em nenhum filme ou programa de TV da empresa.
O jogo foi considerado um sucesso comercial e a Disney Interactive Studious anunciou que foram vendidas mais de 700.000 cópias do jogo em todo mundo apenas no primeiro mês, sendo o best-seller de jogos third-party (não produzidos pela Nintendo) em março de 2007.

## Personagens Principais
- Rallen: Oficial da patrulha planetária de Nanairo. É o único que consegue controlar os Spectrobes.
- Jeena: Oficial da patrulha planetária de Nanairo e companheira de Rallen. Parece ser uma experta em arqueologia, mais em nem um momento do jogo, essas habilidades são demonstradas.
- Aldous: Vivia em Giurna, outro sistema do universo Spectrobe, ate que os Krawl acabarm com o sistema.
- Professor Wright: Vive em Genshi, se dedica a estudas os fosseis.
- Profesora Kate: Vive em Ziba. Tem em seu poder o óvalo roxo.
- Webster: Vive em Kollin. É o menos importante de todos. O único que sabe falar sobre o óvalo verde, e logo o Da.

## Spectrobes
| Spectrobes Normais - Vilar/Vilamasta/Vilanox - Segu/Segulos/Segulara - Harumi/Harumite/Harumitey - Spiko/Spikan/Spikanor - Nagu/Naguryu/Naguzoro - Inkana/Inkanapa/Inkaflare - Dongor/Dongora/Dongiga - Bartor/Bartolor/Bartolosa - Aoi/Aoba/Aobasar - Komainu/Komanoto/Komadoros - Shakin/Shakor/Shakoblad - Zoza/Zozane/Zozanero - Grilda/Grilden/Grildragos | - Gejio/Gejigen/Gejigage - Kasumi/Kasumite/Kasumire - Samukabu/Samurite/Samugeki - Kubaku/Kuganon/Kugaster - Masetto/Maserobo/Masetosu - Danawa/Danapix/Danaphant - Tenkro/Senkro/Gekikro - Mossari/Mossarito/Mossax - Mesa/Mesabone/Mesathorn Spectrobes Exclusivos - Windora - Thundora - Vilakroma | Ultimate Spectrobes - Tindera - Zorna - Fulvina - Larrup - Voltorn - Artezza - Shulla |  |

## Krawl
Existem muitos tipos de Krawl. Aqui estão uma lista com alguns:
- Blova/Blovant/Petrova/Plasova/MoldovaViblova
- Eela/Rokeela/Muteela/Iseela/Greela
- Zepi/Zepiore/Volzepi/Psyzepi/Zepice/Vizepi
- Rach/Bagrach/Gearach/Molrach/Metrach/Greech
- Cree/Creebag
- Swar/Cacswar/Swatrap/Swatwig/Swarmec
- Gris/Grisbon/Grisen
- Subar/Gasubar
- Volnoot/Mulnoot/Frozoot/Gazoot
- Plabic/Stobic,
- Frozbic/Isobic

## Nintendo Wi-Fi
A opção de Download permite o jogador a usar os Pontos de Download para baixar vídeo clips, Spectrobes especiais, partes personalizáveis, minerais, entre outros intens. Na primeira vez que o jogador utiliza o sistema de Download, ele ganha 30 pontos. A cada semana o jogador poderá obter mais 10 pontos acessando o sistema na sexta, ou então os pontos não serão mais armazenados.

## Campanha no Brasil
O jogo foi bastante divulgado no país pelo canal Disney Channel, no programa Zapping Zone, nele, os participantes dos jogos apresentados pelo programa ganhavam como prêmio um console Nintendo DS e mais um jogo Spectrobes.

## Curiosidades
- A frase que Rallen diz antes de um combate (Iku ze!) significa "Aqui vou eu!".
- Nanairo, o sistema espacial dos Spectrobes, significa "sete cores" em japonês. Isso implica de que cada um dos sete planetas Nanairo possuam um significado.
- O nome do quarto planeta no sistema estelar Nanairo, Nessa (ねっさ), significa "areia quente" em japonês, em referência ao fato de que Nessa é em maior parte formado por deserto.